# Zbór Kościoła Chrześcijan Dnia Sobotniego w Brennej
Zbór Kościoła Chrześcijan Dnia Sobotniego w Brennej – zbór chrześcijan dnia sobotniego w Brennej, z siedzibą przy ul. Stokrotka 2. Starszym zboru jest Dariusz Bujok. Zbór liczy ok. 120 osób.
Początki zboru sięgają 1912 roku. Po podziale w łonie Kościoła Chrześcijan Dnia Sobotniego i powstaniu Zborów Bożych Chrześcijan Dnia Siódmego, zbór w Brennej był bazą nowej wspólnoty i to tam mieściła się jej siedziba. Ostatecznie zbór w Brennej powrócił do Kościoła Chrześcijan Dnia Sobotniego.